# Gorka Gerrikagoitia Arrien
Gorka Gerrikagoitia Arrien (Guernica, 7 de desembre de 1973) va ser un ciclista basc, que fou professional entre 1998 i 2003. Passà tota la seva carrera a l'equip Euskaltel-Euskadi, on passà després a fer tasques de direcció esportiva.

## Palmarès
- 1996
  - 1r a la Oñate Saria
- 1997
  - 1r a la Clàssica Memorial Txuma

### Resultats a la Volta a Espanya
- 2000. 66è de la classificació general
- 2001. 101è de la classificació general
- 2002. 107è de la classificació general